# Caron Bernstein
Caron Bernstein (* 16. August 1970 in Johannesburg, Südafrika) ist eine südafrikanische Schauspielerin, Model und Sängerin.

## Leben
Als Sängerin und Textautorin zog Bernstein im Teenageralter nach New York, wo sie durch den Fotografen Patsy Dunn Probeaufnahmen machen ließ. Dunn war von ihr sehr angetan und vermittelte sie an eine Agentur. Bernstein wurde daraufhin ein erfolgreiches Model von Ford Models, womit sich ein Kindheitstraum erfüllte. Ihr Ziel aber war es, professionelle Sängerin zu werden. Sie nahm ein Album auf, das stilistisch dem Punkrock zuzuordnen ist, allerdings nie auf den Markt kam. Außerdem war sie auch schon in einigen Filmen und Serien als Schauspielerin zu sehen.

## Privatleben
Caron Bernstein war mit dem deutschen Musiker Richard Kruspe von Rammstein verheiratet. Nach ihrer Hochzeit am 29. Oktober 1999 lebten sie fünf Jahre zusammen,  beantragten dann aber die Scheidung.

## Filmografie (Auswahl)
- 2005: Indiscretion (101) (Kurzfilm)
- 2002: Operation Midnight Climax
- 2000: Red Shoe Diaries 18 – The Game
- 1997: Geschäft mit der Lust (Business for Pleasure, Fernsehfilm)
- 1993: Who’s the Man?
- 1992: Spaceshift (Waxwork II: Lost in Time)
- 1994, 1996: Foxy Fantasies (Red Shoe Diaries, Fernsehserie, zwei Folgen)